# Мерривезер Пост, Марджори
Ма́рджори Ме́рривезер По́ст (англ. Marjorie Merriweather Post, 15 марта 1887, Спрингфилд, США — 12 сентября 1973, Вашингтон, США) — американская бизнес-леди, светская львица и владелица компании General Foods (англ.). Потратила бо́льшую часть своего состояния на коллекционирование произведений искусства, особенно дореволюционного русского искусства, бо́льшая часть которого теперь выставлена в Музее Хиллвуд, расположенном в её бывшем поместье. Также известна своим особняком Мар-а-Лаго в Палм-Бич (Флорида).

## Биография
Марджори Мерривезер Пост родилась в Спрингфилде (Иллинойс) и была единственным ребёнком в семье основателя фирмы Post Consumer Brands, Чарльза Уилльяма Поста (англ.) и его жены Эллы Летиции Мерривезер. В 27 лет, после смерти отца, она стала владелицей быстро развивающейся компании Postum Cereal, основанной в 1895 году. Впоследствии она стала самой богатой женщиной в Соединенных Штатах с состоянием в 250 миллионов долларов.
Пост посещала колледж Маунт-Вернон (ныне — Университет Джорджа Вашингтона в Маунт-Верноне). Впоследствии поддерживала тесные связи со своей альма-матер и являлась главой попечительского совета. Переписка Марджори Пост с администраторами колледжа Маунт-Вернон сегодня хранится в исследовательском центре этого университета. Полная коллекция личных бумаг Пост, а также документы её отца, хранятся в Исторической библиотеке Бентли Мичиганского университета.
Пост была замужем четыре раза. В 1905 году она вышла замуж за инвестиционного банкира Эдварда Беннетта Клоуза из Гринвича (Коннектикут), они развелись в 1919 году. В браке родились две дочери:
- Аделаида Клоуз (род. 1908—1998), которая трижды выходила замуж, за Томаса Уэллса Дюранта, Меррола Макнейла и Августа Риггса IV.
- Элеонора Пост Клоуз (род. 1909—2006), позже известная в СМИ как «Элеонора Пост Хаттон», которая выходила замуж шесть раз: за кинорежиссёра Престона Стёрджеса, Этьена Мари Робера Готье, Джорджа Кертиса Рэнда, писателя и журналиста Ханса Хабе, Оуэна Д. Джонсона (сына писателя Оуэна Джонсона) и дирижёра-бельгийца Леона Барзена.

Эдвард Беннетт Клоуз является дедом актрисы Гленн Клоуз.
В 1920 году Пост вышла замуж во второй раз, за финансиста Эдварда Фрэнсиса Хаттона. В 1923 году он стал председателем правления компании Postum Cereal Company, которая принадлежала его жене. Вместе они разработали более широкий ассортимент пищевых продуктов, в том числе замороженные продукты Birdseye. В 1929 году компания стала называться General Foods Corporation. Пост и Хаттон развелись в 1935 году. У них родилась одна дочь:
- Недения Марджори Хаттон (род. 1923—2017), более известная как актриса Дина Меррилл.[7]

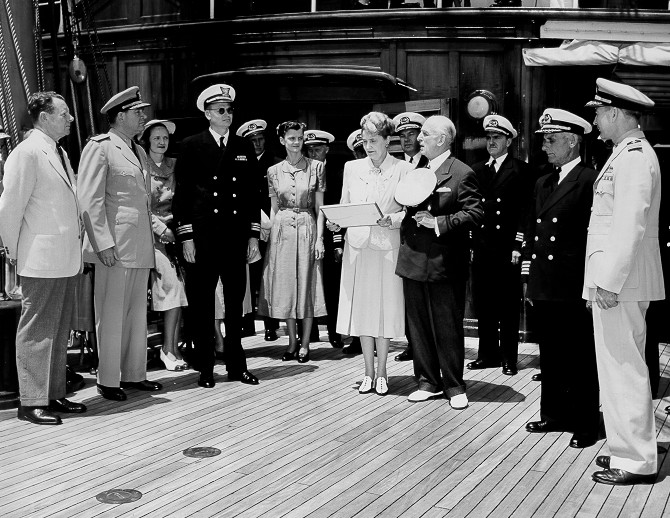
Марджори Мерривезер Пост и её муж посол Джозеф Э. Дэвис (в центре) с Карлтоном Скиннером

В 1935 году Пост вышла замуж в третий раз, за Джозефа Э. Дэвиса, адвоката из Вашингтона. С 1937 по 1938 год, в решающий период, предшествовавший Второй мировой войне, Дэвис служил американским послом в Советском Союзе. За это время Дэвис и Пост приобрели у советских властей много ценных русских произведений искусства. У них не было детей, брак распался в 1955 году.
В 1951 году их поместье на Лонг-Айленде, которое Пост приобрела в 1922 году у Хаттона, расположенное в Бруквилле (англ., штат Нью-Йорк), было продано университету Лонг-Айленда за 200 000 долларов. С 1954 года в нём располагался Колледж, носивший имя Марджори Пост.
Её последний брак, в 1958 году, был с Гербертом А. Мэем, богатым бизнесменом из Питтсбурга и заядлым охотником. Этот брак закончился разводом в мае 1964 года. После всех браков Марджори вернула себе девичью фамилию, и вновь стала известна как Марджори Мерривезер Пост.
12 сентября 1973 года Пост умерла в своем поместье Хиллвуд после продолжительной болезни и была похоронена там же. Оставила большую часть своего состояния трём дочерям.

## Коллекция русского искусства

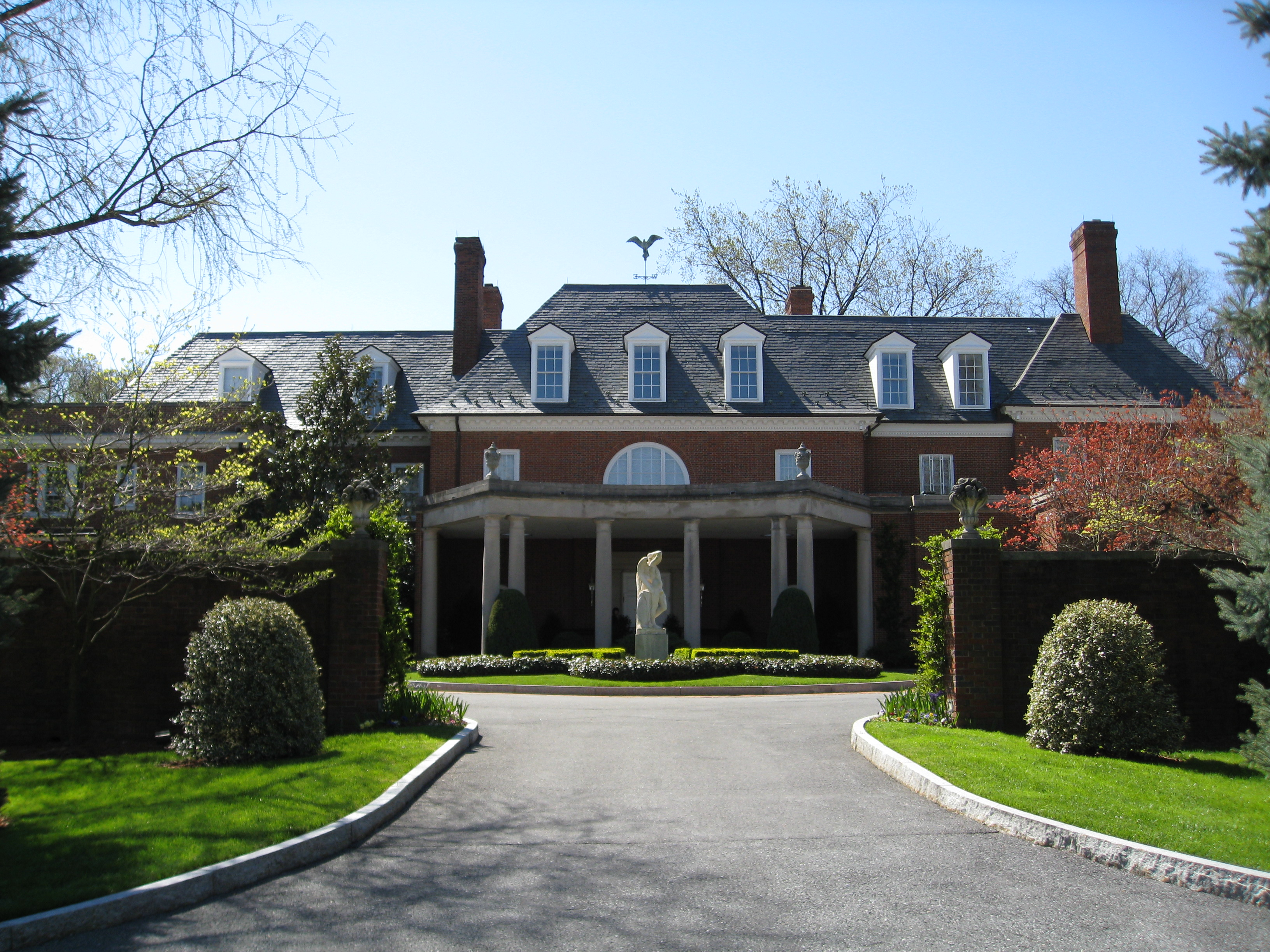
Музей Хиллвуд.

В течение 1930-х годов советское правительство во главе со Сталиным распродавало художественные сокровища и другие ценности, изъятые у семьи Романовых и русских аристократов после революции, чтобы заработать твердую валюту для своих программ индустриализации и перевооружения. Критики утверждали, что эти предметы были экспроприированы незаконно; однако формально сделки Пост и Девиса осуществлялись от лица признанного государственного органа. Ни она, ни Дэвис не были вовлечены в первоначальный захват предметов. Позже появились утверждения, что многие произведения искусства из Третьяковской галереи и других коллекций были либо подарены, либо предложены по номинальной цене Пост и Дэвису, которые оба были коллекционерами произведений искусства. Утверждалось также, что Дэвис покупал произведения искусства, экспроприированные у советских граждан уже много позже революции, в том числе вещи, принадлежавшие жертвам сталинского террора, по льготным ценам у советского правительства.
Как бы то ни было, Марджори Пост и её мужу удалось собрать впечатляющую коллекцию русского искусства, которая сегодня выставлена в её бывшем поместье Хиллвуд, которое ныне функционирует, как частный музей. Коллекция включает в себя яйца Фаберже и другие работы его мастерской, живопись, севрский фарфор, французские гобелены.

## Образ жизни

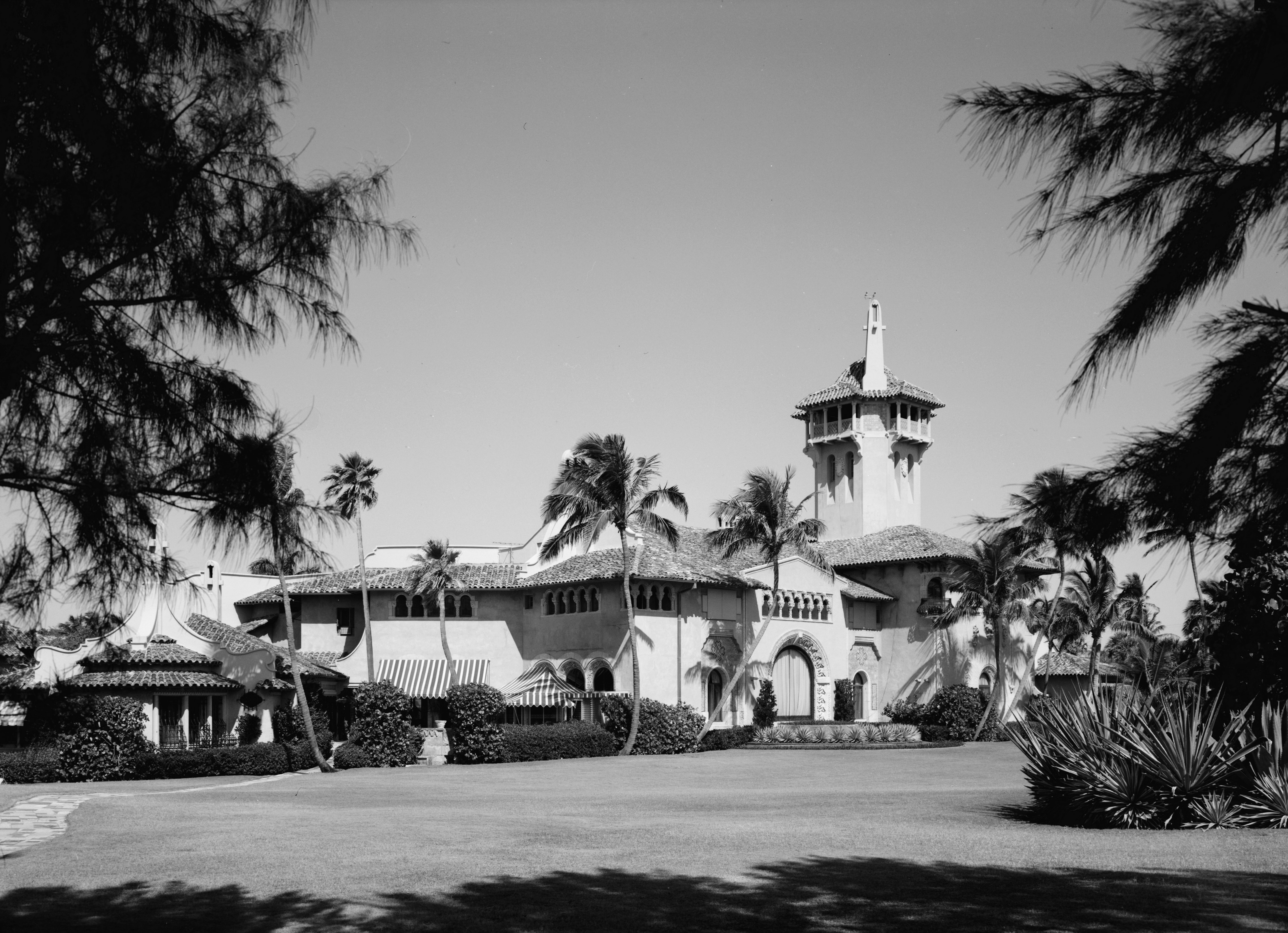
Дом Мар-а-Лаго в Палм-Бич, штат Флорида

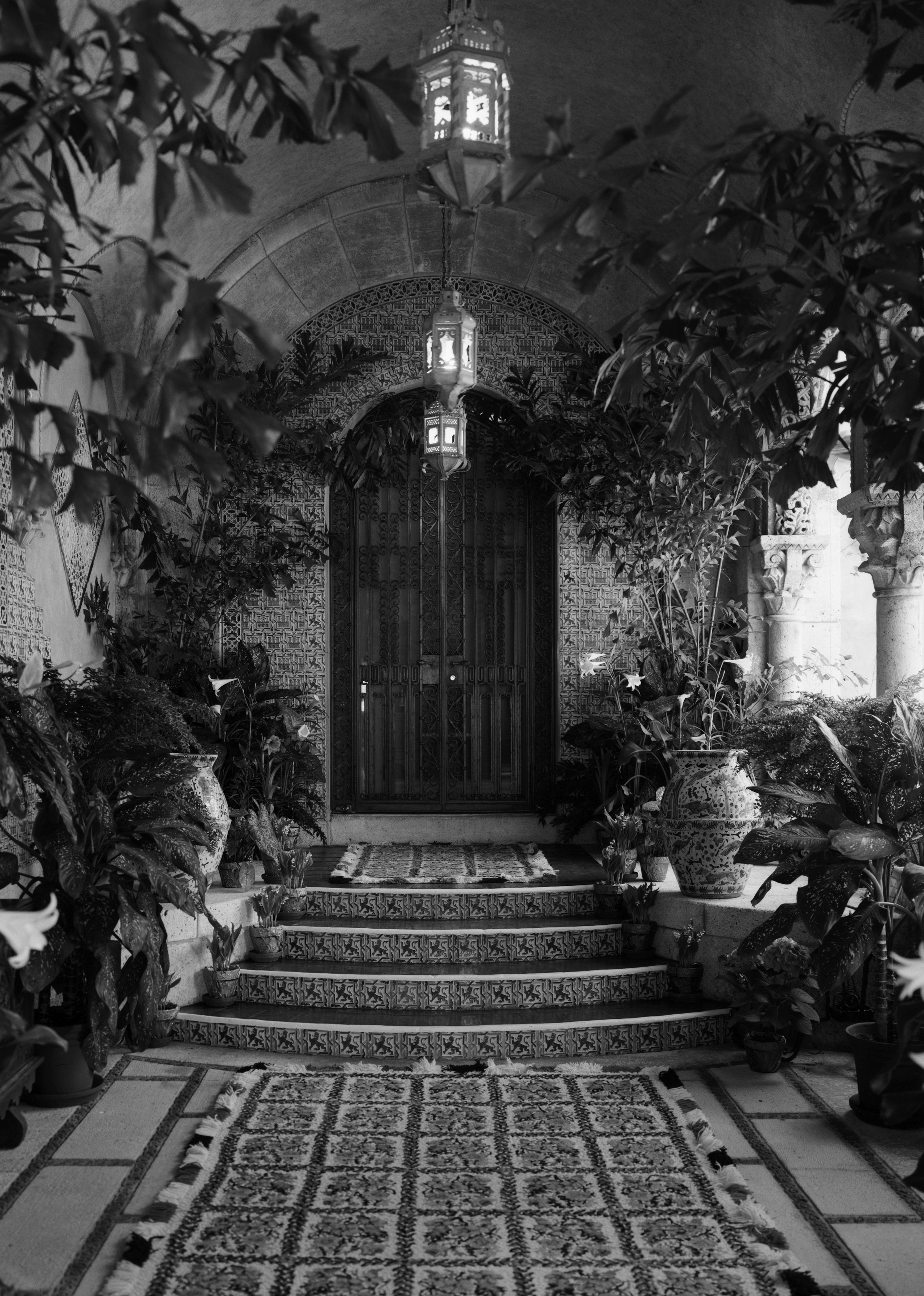
Вход в дом Мар-а-Лаго в Палм-Бич, штат Флорида

Помимо Хиллвуда и других поместий Пост так же принадлежал роскошный 126-комнатный особняк Мар-а-Лаго в Палм-Бич (Флорида) — второй по величине особняк во Флориде и 22-й по величине особняк в США. Он был спроектирован архитекторами Марионом Симсом Уайетом и Джозефом Урбаном. Пост завещала Мар-а-Лаго федеральному правительству Соединенных Штатов в 1973 году для размещения зимней резиденции президента США. Однако, поскольку затраты на содержание здания превышали средства трастового фонда, созданного Пост для этой цели, и поскольку было трудно обеспечить безопасность объекта, так как он расположен слишком близко от траектории посадки самолётов аэропорта Палм-Бич, здание по назначению не использовалось. В 1980 году особняк был объявлен Национальным историческим памятником, а в 1985 году выставлен на торги и куплен Дональдом Трампом. Спустя много лет Дональд Трамп стал президентом США, и здание де-факто всё-таки превратилось в президентскую резиденцию, но летнюю. Особняк Мар-а-Лаго использовался для проведения встреч президента Трампа с иностранными лидерами, включая премьер-министра Японии Синдзо Абэ и председателя Госсовета КНР Си Цзиньпина. Таким образом, воля Марджори Мерривезер Пост оказалась исполнена.
Пост и её второй муж, Э. Ф. Хаттон, владели яхтой Sea Cloud (Hussar V) — самой большой частной морской яхтой в мире в то время. Пост также владела лагерем Топридж на Верхнем озере Сент-Реджис в Адирондаках, который она считала «деревенским убежищем». Он включал в себя полностью укомплектованный главный дом и несколько домов для гостей, причём в каждом из них имелся свой дворецкий. Суммарно «деревенское убежище» включало в себя почти 70 построек, в том числе дачу в русском стиле на 300 акрах земли. Кроме этого, Пост владела домом в Вашингтоне (округ Колумбия), который она делила с Джозефом Дэвисом, и который носил название Трегарон.
Многие свои драгоценности Пост завещала Смитсоновскому институту в Вашингтоне (округ Колумбия). Часть из них была продемонстрирована на выставке, посвящённой жизни и деятельности ювелира Гарри Уинстона. Среди экспонатов коллекции — бриллиантовое колье Наполеона (275-каратное (55 г) бриллиантово-бирюзовое ожерелье) и тиара, подаренные Наполеоном I своей второй жене, императрице Марии Луизе; пара бриллиантовых серёжек грушевидной формы весом в 14 карат (2,8 г) и 20 карат (4 г), некогда принадлежавших Марии-Антуанетте; бриллиант «голубое сердце», кольцо с голубым бриллиантом в форме сердца весом 30,82 карата (6,164 г); изумрудно-бриллиантовое колье и кольцо, некогда принадлежавшие мексиканскому императору Максимилиану.
Пост финансировала госпиталь армии США во Франции во время Первой мировой войны, и, спустя десятилетия, французское правительство наградило её орденом Почетного легиона.
В её честь назван павильон Мерривезер Пост (англ.), открытая концертная площадка в Колумбии (англ., штат Мэриленд).
В 1971 году Марджори Пост была в числе первых трёх лауреатов премии «Серебряный бобёр», вручаемой бойскаутами Америки. В её честь было названо озеро Мерривезер площадью 425 акров (172 га) в скаутской резервации Гошен (англ.), в штате Вирджиния.

## В массовой культуре
Марджори появляется как персонаж в фильме «Миссия в Москву» (США, 1943), её играет актриса Энн Хардинг.
В документальном фильме «The Food that Built America» (2019) роль Пост играет актриса Морган Брэдли.